# Nádson Rodrigues de Souza
Nádson Rodrigues de Souza (Serrinha, Brasil, 30 de gener de 1982) és un futbolista brasiler que ha disputat dos partits amb la selecció del Brasil.